# Gouaro
Cet article concerne le quartier, pour la tribu voir Tribu de Gouaro.

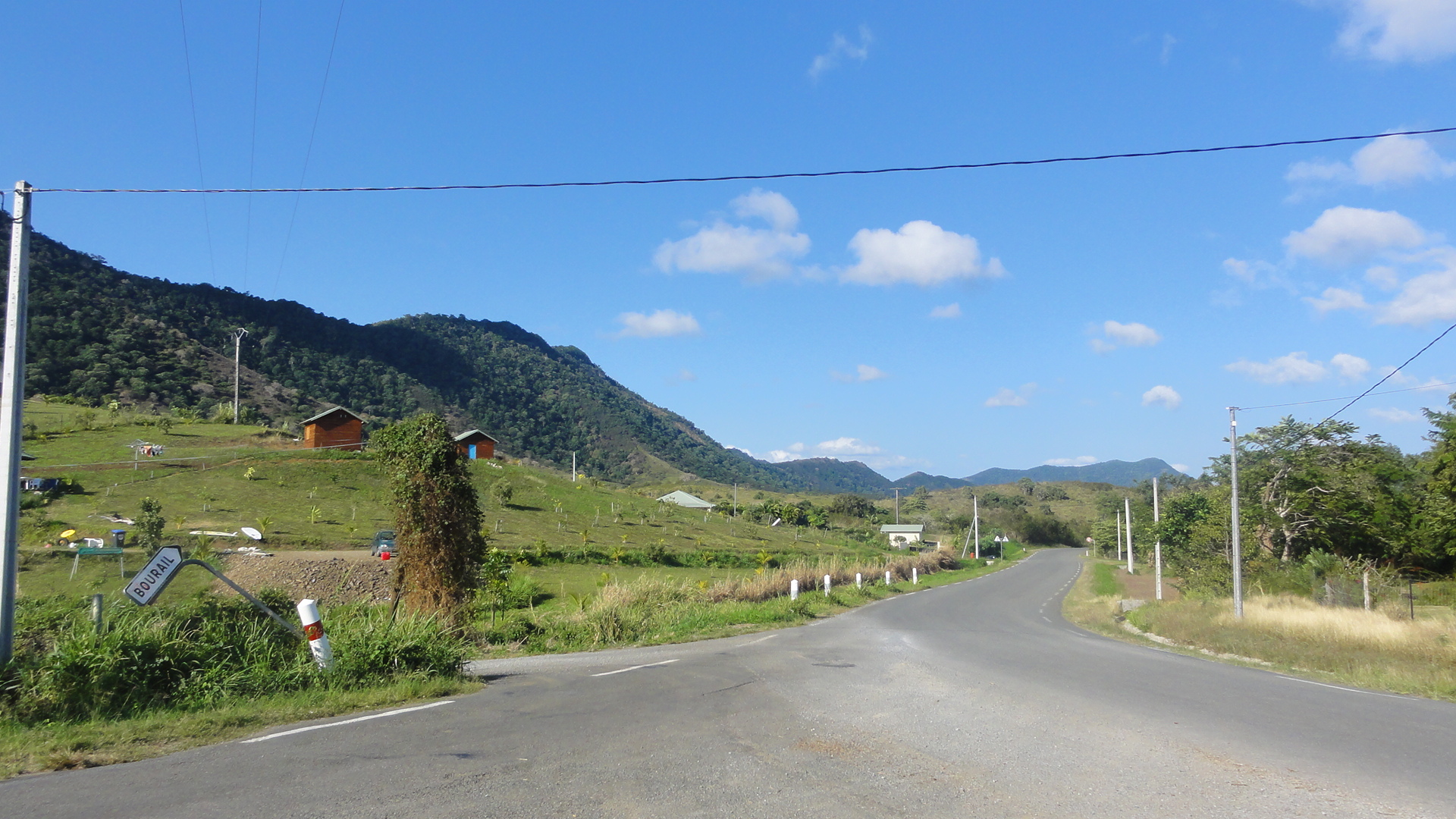
Quartier de Gouaro

Gouaro (Gwarö en langue kanak) est un quartier détaché de Bourail dans la province Sud de Nouvelle-Calédonie.

## Présentation
Bourail possède plusieurs quartiers détachés : le FSH, la  Roche Percée, la plage de Poé. 
Ce quartier se situe sur la Route Provinciale 20 (RP 20) venant de Bourail et en direction de Poé.
Sur cette route se trouve la Tribu de Gouaro (des habitations kanaks) puis des maisons bordant la route. Ensuite le quartier continue sur une autre route appelée « Route des Nordistes » à la suite de la colonisation des Européens. Cette route longue d'environ 5 km goudronnée puis en terre à la moitié s'arrête au pied des montagnes juste devant la « forêt plate ».

## Démographie
Les ethnies sont variées : Kanaks, Caldoches, Zoreilles, etc.
Malgré l'éparpillement des habitations et l'éloignement géographique avec Bourail, ce quartier est très peuplé, très calme et n'est pas loin de la mer.

## Plage
Tout près de la tribu, la mer forme une grande plage située entre la baie des amoureux et la plage de Poé. Elle reste très sauvage même si quelques habitants de la tribu y viennent s'amuser. Elle n'est pas aussi belle que celle de Poé car il y a beaucoup de détritus naturels (branches, algues) qui viennent s'échouer sur la plage. On peut y accéder par un petit chemin en terre en quittant la route principale. Cette plage se trouve dans la baie du même nom (baie de Gouaro) au même titre que la plage de la Roche percée, la baie des Tortues...

## Col de Gouaro
Le col se situe sur la route entre la Roche Percée et la tribu de Gouaro sur une grande colline où l'on peut apercevoir la baie de Gouaro en entier et aussi l'île Verte. C'est un lieu très apprécié par les photographes. Il y a quelques habitations.
|  |  |  |

## Phare de Gouaro

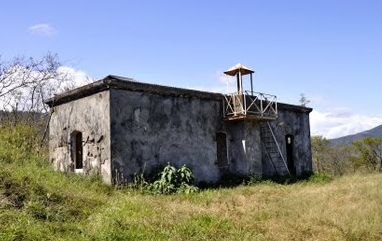
Ancien Phare de Gouaro

L'accès par mer étant longtemps le seul possible, un phare est aménagé. À l'époque, trois feux facilitaient l'entrée dans la baie : l'alignement du feu du phare, de couleur blanche, avec un autre positionné en contrebas, de couleur rouge, indiquait la direction de la passe. Un troisième feu, de couleur verte, situé près du poste de mer, signalait le secteur de mouillage. Ce phare possède comme particularités un accès extérieur à la lanterne et un système de récupération des eaux de pluie (gouttières et citernes). Vendu en 1912 à la colonie, il dépend aujourd'hui d'une propriété privée. La vue y est très belle.

## Relief

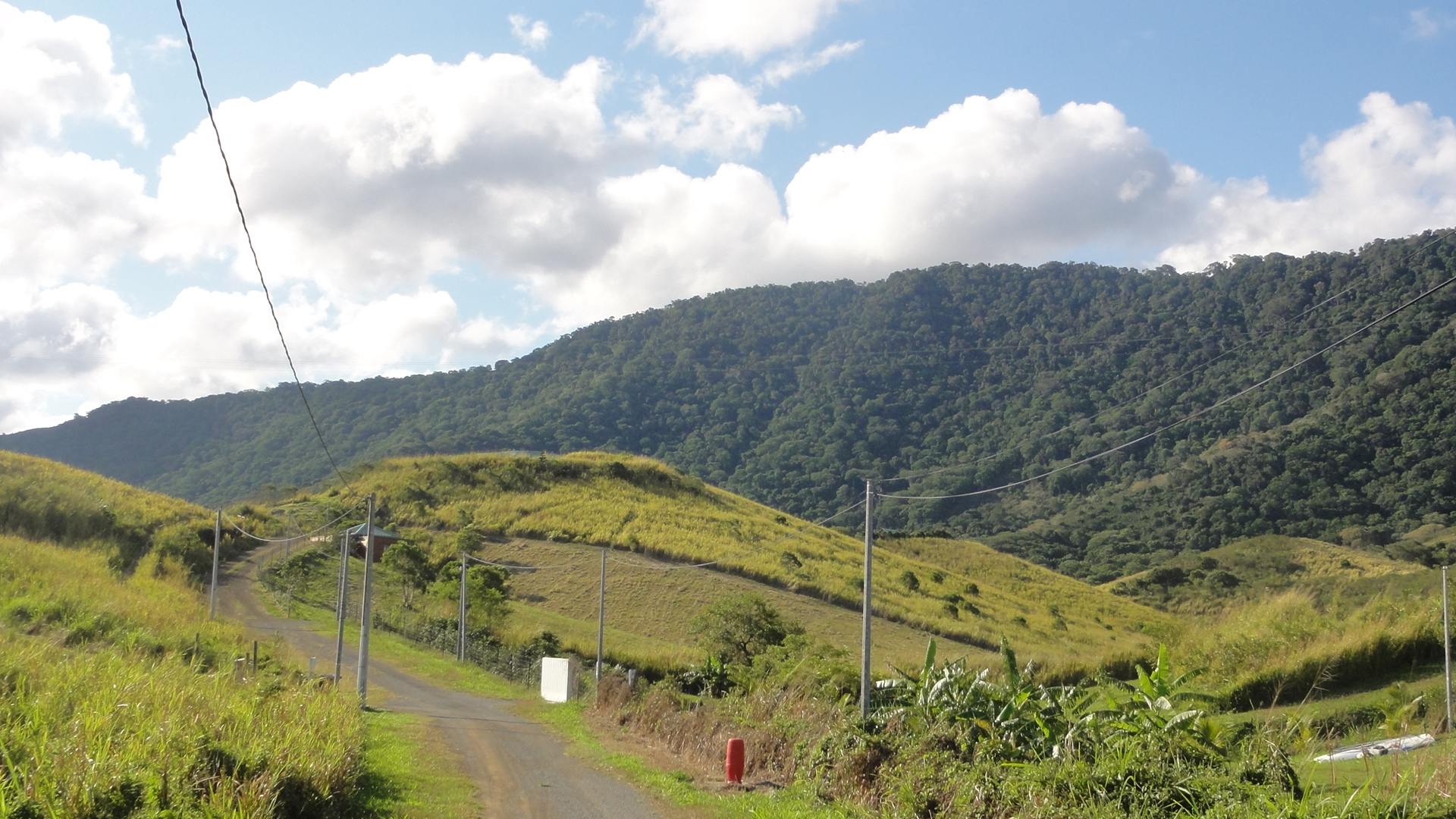
Chaîne de Gouaro

Aux abords de ce quartier, on peut apercevoir les montagnes qui forment la chaîne de Gouaro qui appartient à la chaîne centrale. De là-haut, on voit le lagon et un magnifique paysage.